# Болница Сен Антоен
Болница Сен Антоен (фр. Hôpital Saint-Antoine) једна је од многобројних јавних здравствених установа Париза у систему Assistance publique - Hôpitaux de Paris, је  Централна универзитетска болница Универзитета у регији Ил де Франс  или Париском региону,  највећем регион Француске по броју становника, у коме се налази 8 департмана укључујући и град Париз.
Болница се поред наставне и нучно-истраживачке делатности бави: превенцијом, здравственим образовање и указивањем хитне медицинске помоћи. Обухвата све медицинске дисциплине, хирургију, акушерство и биологију и сваке године прими и збрине више од 6 милиона пацијената свих старосних категорија.

## Положај
Болница Сен Антоен се налази  на адреси  184, rue du Faubourg-Saint-Antoine  у срцу источног Париза у 12. арондисману, између  Трга нација (place de la Nation) и Бастиље, а недалеко од станице Лион.

## Историја
Када је у време Француске револуције , опатија  Saint-Antoine-des-Champs   проглашена народном имовином, 1796.  године зграда опатије је претворена  у болницу за насеља у округу Сен Антоен,  у источном делу Париза. У моменту оснивања болница је имала само два одељења, са по 72 кревета. 
Оснивања Conseil général des hospices  1801. године означило је прекретницу у управљању париским болницама и побољшало хигијенске услове у њима. У то време у болници су изграђена два крила болнице (североисточна и северозападно), а број кревета повећан је на 250. 
У 19. веку изведени су значајни грађевински радови на доградњи, укључујући и доградњу два крила јужно од зграде Ленуа  (1861. и 1863. године), павиљона Мујен (1886. године) и породилишта (1897. године).
Почетком 20. века болница  је била  једна од пет најважнијих париских болница, која се истицала по пруженим медицинским услугама, општом хирургијом и акушерством. Она је у том периоду испуњава главну мисију јавног здравља, а  њен центар за трансфузију крви препознат је као јавни сектор 1931. године. У овом центру састаће се на истом послу личности једнако важне за хематолошка истраживања као што су: Arnault Tzanck, Jean Bernard, Marcel Bessis  и Jean Dausset.
Педесетих година 20. века болница се специјализовала и два одељења за општу хирургију трансформисана су у одељења за трауматологију  и дигестивну хирургији.
Болница Сен Антоен је прошаа кроз велике промене 1960-их година. 1965. године постао је први париски универзитетски болнички центар, окупљајући болнице Tenon, Trousseau и Rothschild, који је укључен у мисију неге, подучавања и истраживања. То је условило отварање нових  зграде у којима су смештене три истраживачке јединице.

## Организација
Болница у свом саставу има:
- службу хитног пријема,
- пулмологију, имунопатологију и патофизиологију
- велики дигестивни центар,
- онкологију,
- хематологију,
- ортопедију,
- неурологију,
- офталмологију,  за третман  неизлечивих болести ока
- ендокринологију и неуроендокринологију
- одељењем за болести метаболизма,
- реуматологију,
- психијатрију,
- службу за заразне и тропске болести,
- сликовну и биохемијску дијагностику.
- јединствени центар за трансплантацију јетре у Паризу, који врши бројне трансплантације јетре, аутотрансплантације и алотрансплантације узорака коштане сржи и других органа.[4]
- биостатистику
- епидемиологију

- Стара здања болнице

- Нова здања болнице

Болница има 665 кревета и 96 одобрених места за дневни боравак.
У њој ради 3.356 запослених: 
- 755 медицинских радника
- 2.801 немедицинских радника.